# 第一滴血2
《第一滴血2》（英語：Rambo: First Blood Part II）是一部于1985年上映的美國军事动作片，由法国导演乔治·P·科斯马图斯执导，并继续由史泰龙出演约翰·兰博一角。
影片虽然票房高，評價却不佳。这一部讲述兰博参与美國军隊营救越战战俘遭背叛后，独自生存并完成使命的故事。
由於《第一滴血》是小說改編的故事，但小說僅寫了一本，這表示第一滴血續集已無可改編的依據，必須自己編寫劇本。本劇由詹姆斯·卡麥隆（James Cameron）撰寫劇本，同時期卡麥隆亦正在編寫《異形2》的劇本，加上當時電影通常未對續集埋下伏筆，卡麥隆需要創作全新故事，但創作時間僅有少許幾個月，或許是因為上述原因，導致卡麥隆未將《第一滴血》續集劇本寫的完美，同時事後遭到史特隆修改，最後本劇获得了金酸梅奖最爛劇本獎項。

## 劇情
延續第一集的結尾，藍波因為大鬧城鎮而判決入獄。在採石場工作，上校到來，請藍波前往越南救援被俘虜的美軍弟兄。美軍越南基地派出代號「孤狼」的藍波前往救援，但越南基地領導人雖然知道可能有或者確實知道有戰俘的位置，但一直以來並沒有救援意願，並稱越南已無戰俘存在。沒想到一派出藍波竟然真的救出戰俘，在時限內且可以接應的情況下，下令招回救援直升機，造成藍波功敗垂成反遭俘擄。
隨後藍波逃出，與一名越南女子共同合作救援戰俘，兩人陷入情網。但在救援行動中，女子中彈身亡，藍波取下女子玉佩作為紀念。
隨後藍波救出戰俘，並搶奪直升機帶回戰俘，戳破基地領導人的謊言。放任美軍戰俘存在、造成越南女子死亡的憤恨，使藍波進入基地进行了一番破壞。最後，藍波威胁領導人：「你知道外面还有戰俘，你知道他们在哪裡，你去救出他們，不然我会來找你。」
自此，藍波离开。

## 外部連結
- 互联网电影数据库（IMDb）上《第一滴血2》的资料（英文）
- AllMovie上《第一滴血2》的资料（英文）
- 豆瓣电影上《第一滴血2》的資料 （简体中文）
- 美国电影学会目录上的《第一滴血2》（英文）
- Box Office Mojo上《第一滴血2》的資料（英文）